# 鳩間海丘
鳩間海丘（はとまかいきゅう）は、八重山列島の北に位置する海底火山である。

## 概要
1996年に発見された。八重山列島の西表島の北で、沖縄トラフ南部の北緯24度52分 東経123度51分に位置し、頂部水深は1,381m。この海域には、西表島北北東沖海丘群と呼ばれる東北東-西南西方向に2列に並ぶ海丘列があり、南側には西から第一小浜海丘、第二小浜海丘、西表海丘、水納海丘が並び、北側には西から鳩間海丘、鳩間小丘列、石垣海丘群が並んでいる。
鳩間海丘は直径約4km、比高500 - 600mのカルデラ火山で、熱水噴出孔の存在が確認されている。ドルフィン-3K、しんかい2000、しんかい6500などによって調査が進められている。
鳩間海丘の熱水噴出孔からは摂氏300度の熱水と硫化水素が噴出しており、高い水圧とともに苛酷な自然環境と考えられていたが、硫化水素を利用するバクテリアの存在が発見されたことによってそれに依存するウロコフネタマガイ、シンカイヒバリガイなどの生物が多数発見されており、太陽の光に依存しない豊穣な生態系が形成されている。

## 生物
熱水噴出孔周辺では、以下の生物が優占することが確認されている。
- シンカイヒバリガイ（英語版）類
- ゴエモンコシオリエビ
- オハラエビ[9]

そのほかハオリムシ類（チューブワーム）が生息している熱水噴出孔も確認されている。
火口外では、ヒトデ類、カイメン類、ヨロイシンカイコシオリエビ、ツブトゲヒラタエビ類が確認され、海丘斜面の泥地では、ヤスリアカザエビ類が確認されている。